# Krzywa liczebności
Krzywa liczebności – forma graficznej prezentacji rozkładu cechy statystycznej. Krzywą liczebności tworzy się w taki sam sposób, jak wielobok liczebności, z tym wyjątkiem, że zamiast łamaną, punkty na wykresie łączone są łagodnie przebiegającą krzywą.